# لامونت اسمیت
لامونت اسمیت (انگلیسی: LaMont Smith؛ زادهٔ ۱۱ دسامبر ۱۹۷۲) دونده اهل ایالات متحده آمریکا بود.
وی در مسابقات کشوری و بین‌المللی در مجموع برندهٔ ۱ مدال طلا شده‌است.